# 中川照将
中川 照将（なかがわ てるまさ、1972年9月 - ）は、日本の国文学者。文学博士（大阪大学）（学位論文「『源氏物語』における物語の方法」）。皇學館大学文学部国文学科教授。

## 人物
中古文学が専門。福井県出身。1997年、福井大学大学院教育学研究科修士課程修了。2000年、大阪大学大学院文学研究科博士後期課程修了、「『源氏物語』における物語の方法」で大阪大学より文学博士の学位を取得。皇學館大学講師、准教授。

## 著書
- 『『源氏物語』という幻想』勉誠出版、2014

### 共編
- 『テーマで読む源氏物語論』第4巻 加藤昌嘉共編 勉誠出版 2010